# Madam Felle

Madam Felle

Denkmal zu Ehren von Madam Felle, geschaffen von 1990 von der Bildhauerin Kari Rolfsen, in Sandviken, einem Stadtviertel von Bergen.

Madam Felle bürgerlich Oline Felle (* 1831 in Breim, in der Kommune Gloppen in der Region Nordfjord, Norwegen; † 9. Januar 1908 in Bergen, Norwegen) war eine norwegische Wirtin deutscher Abstammung, die durch den Betrieb ihres Wirtshauses in Bergen bekannt wurde.

## Leben
Oline Felle heiratete 1858 einen entfernten Verwandten und hatte zwei Kinder mit ihm. Nach dem Ableben ihrer Schwiegereltern und dem frühzeitigen Tod ihres Mannes führte sie allein und gegen den Willen des Stadtrats einen Bierausschank für Händler und Seeleute an der Sandviksveien 21 in Bergen. Erst ab 1871 erhielt sie offiziell eine Schankgenehmigung.
Nach einer Überlieferung soll König Haakon VII. im Jahr 1906 Sandviks besucht haben und, als er an Madam Felles Wirtshaus vorbeikam, seinen Hut grüßend vor ihr gezogen haben.

## Nachwirkungen
Ihren Ruhm verdankt Madam Felle einem unbekannten Dichter, der nach ihrem Tod ein Trinklied mit einer eingängigen Melodie über sie und ihren Sohn Jan-Peder, genannt Jonnemann, schrieb, das in  Norwegen zu einem bekannten Volkslied wurde: Kjenner dokker madam Felle? 1977 wurde es von den norwegischen Musikern Lothar Lindtner und Rolf Berntzen auf Langspielplatte eingespielt.
Zu  ihrem 100-jährigen Todestag im Jahr 2008 fand im Bergener Stadtviertel Sandviken eine Gedenkfeier am 1990 von der Osloer Bildhauerin Kari Rolfsen errichteten Denkmal statt.
Heute existieren in Bergen ein Madam Felle-Restaurant und Pub am Hafen von Bryggen, in dem Jazz- und Rockbands auftreten. Die Events und Konzerte rund um Madam Felle werden als Attraktion für Touristen vom norwegischen Fremdenverkehrsamt beworben. Der US-amerikanische Reisejournalist Darwin Porter schreibt über das Madam Felle, es sei benannt nach der „willenstarken Matriarchin aus dem frühen 20. Jahrhundert, die eine bemerkenswerte Wirtin war [...] und so etwas wie eine Legende in Bergen.“ (Darwin Porter)

## Galerie

Profil der Madam Felle an dem Monument in Sandviken/Bergen
Figurinen im Bierausschank am Sockel des Denkmals von Madam Felle
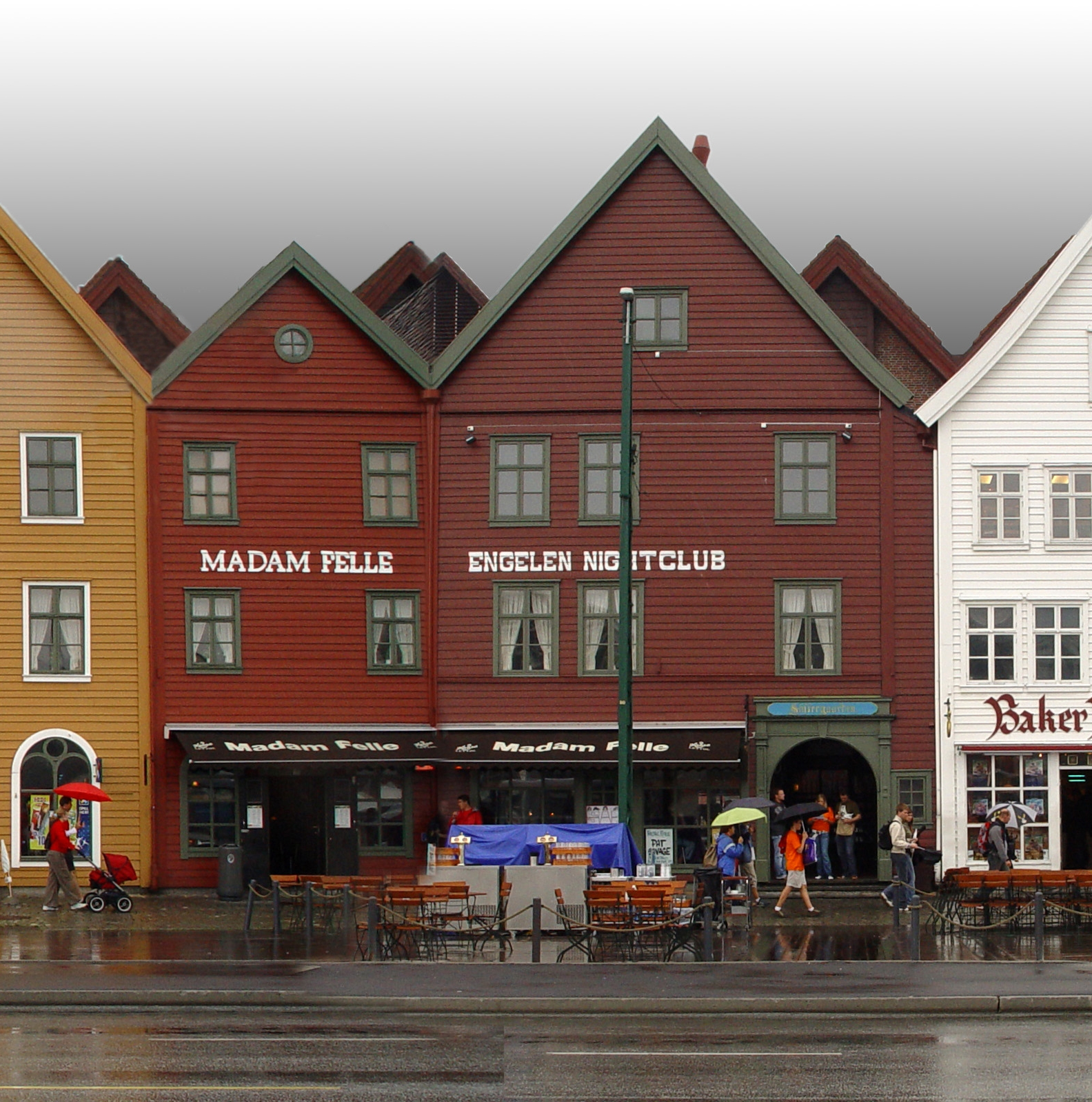
Madam Felle-Restaurant und Pub in Bryggen (Tyskebryggen), dem ehemaligen deutschen Kai in Bergen
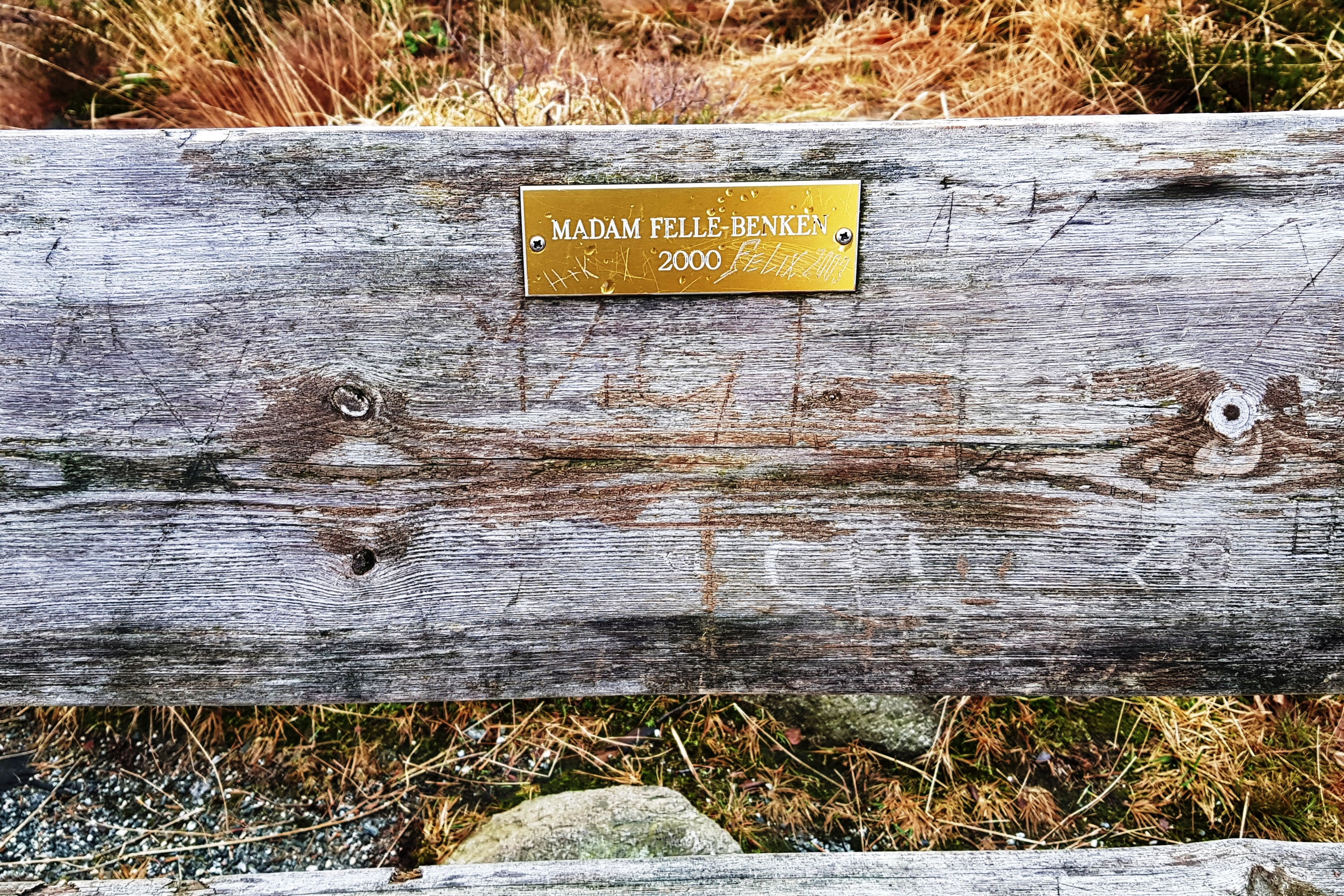
Madam Felle gewidmete Bank im Stadtteil Sandviken, Bergen